# Harry Hamilton
Harry Patrik Hamilton, född 2 juni 1899 i Livgardet till hästs församling i Stockholm, död 8 oktober 1998 i Eksjö församling i Jönköpings län, var en svensk greve och jägmästare.
Harry Hamilton var son till hovjägmästaren, greve Adolf Patrik Hamilton i ätten Hamilton och Eugenia Mathilda, ogift Boy. Efter examen från Skogshögskolan 1926 var han biträdande jägmästare vid skogsvårdsstyrelsen i Jönköpings län 1927–1938 och riksjaktvårdskonsulent 1938–1964. Han skrev uppsatser om jakt- och viltvård, höll radioföredrag, redigerade Djur och jakt jorden runt (1951) och var huvudredaktör för Svenska hjortdjur (1958).
Han gifte sig 1927 med Lisa Berg (1902–1992), dotter till godsägaren Ivar Berg och Kate, ogift Wetche. Han är far till jägmästaren Henning Hamilton och farfar till författaren Carl Hamilton.